# Pholetesor glacialis
Pholetesor glacialis är en stekelart som först beskrevs av William Harris Ashmead 1902.  Pholetesor glacialis ingår i släktet Pholetesor och familjen bracksteklar. Inga underarter finns listade i Catalogue of Life.